# PSR B0943+10
PSR B0943+10是一颗位于狮子座距离地球2000光年的脉冲星。

## 特点
PSR B0943+10预计年龄为500万年，是一颗相对较早形成的脉冲星。PSR B0943+10的自转周期为1.1秒，并向四周放射无线电波与X射线。
佛蒙特大学正在进行的研究发现该脉冲星在某几个小时内无线电波段呈现高度变化的脉动波。
此外，欧洲空间局的XMM-牛顿卫星上的X射线望远镜和地面射电望远镜同时发现PSR B0943+10具有变化发射的X射线，此外，一般的脉冲星在无线电波波段有较弱的非脉冲X射线，而在高频时才会有所变化，但PSR B0943+10却与其相反。这种变化只能被解释为该脉冲星的磁场曾在两个极端的阶段不断变化。PSR B0943+10的变化比以往发现的任何脉冲星都要快，而原因目前仍然未知。
来自于中国北京大学的一份公开研究表明，PSR B0943+10很可能是一颗低质量的夸克星。